# Cyanistes
Cyanistes је род птица у породици сеница (Paridae). Род је неко време сматран подродом рода Parus. Међутим, 2005. је у чланку описана молекуларна филогенетска студија, која је уз помоћ узорака митохондријалне ДНК од чланова породице сеница доказала да бројни подродови, укључујући Cyanistes, треба да имају статус рода. Ову теорију је прихватила Међународна орнитолошка унија и Британска орнитолошка унија (енгл. British Ornithologists' Union).

## Врсте
Овај род садржи 3 врсте:
- Плава сеница
- Афричка плава сеница
- Снежна сеница или азурна сеница
  - Жутопрса сеница

| Слика | Име                             | Научно име                   | Ареал                                              |
| ----- | ------------------------------- | ---------------------------- | -------------------------------------------------- |
|       | Плава сеница                    | Cyanistes caeruleus          | Европа и Југозападна Азија укључујући Блиски исток |
|       | Афричка плава сеница            | Cyanistes teneriffae         | Канарска острва и Северна Африка                   |
|       | Снежна сеница или азурна сеница | Cyanistes cyanus             | Русија и Централна Азија                           |
|       | Жутопрса сеница                 | Cyanistes cyanus flavipectus | Русија и Централна Азија                           |

Име Cyanistes за подрод је дао немачки природњак Јакоб Кауп 1829. Ријеч потиче од старогрчке ријечи kaunus, што значи тамноплаво.